# Teracom Group
Teracom Group AB är ett statligt företag som äger och driver marknätet för radio och TV i Sverige. Förutom distribution av radio och tv erbjuder företaget inplaceringar och service i bolagets master och byggnader samt kapacitetstjänster till företag, organisationer och myndigheter. Marknätet består av ett stamnät som sammanbinder de cirka 600 sändarstationerna samt ett särskilt nät för övervakning av driften[källa behövs]. Radio- och TV-näten täcker cirka 99,8 procent av Sveriges hushåll. Företaget grundades 1992, som en avknoppning av verksamhet som tidigare bedrevs inom Televerket Radio. Teracom AB är en del av Teracom Group som består av Teracom AB och Teracom Mobil AB. Teracom är till 100 % ägt av svenska staten.
Teracom förvaltar det 155 meter höga Kaknästornet i Stockholm, en anläggning som rymmer Nordens största mediehubb. I Kaknäs tar Teracom emot programsignaler via fiber, satellit och radiolänk, paketerar om för olika plattformar och distribuerar i olika kanaler – framför allt till olika utsändningar och streamingtjänster för radio och TV. Större delen av satellitkommunikationen är också etablerad i Kaknäs och går via satellitstationen Skyport Kaknäs. Utöver det kopplas tillfälliga överföringar från exempelvis nyhetsplatser utanför studio genom Kaknäs, innan de går till en radio- eller TV-studio hos programföretaget.
Sedan november 2007 är alla TV-sändningar via marknätet i Sverige digitala. Övergången till digital-TV inleddes i september 2005 på Gotland och gick etappvis genom Sverige. Drygt två år senare, avslutades övergången genom att konvertera sändningarna i Skåne och Blekinge.
De svenska marknäten har en funktion som informationsförmedlare vid olika krislägen, från begränsade händelser som strömavbrott, via mer omfattande kriser som skogsbränder eller stora stormar, till beredskapsläge och full mobilisering. För att marknäten ska kunna fullgöra krisberedskapsfunktionen är de konstruerade för hög driftssäkerhet och för att fungera också när andra funktioner, t.ex. elektricitet, slagits ut.

## Historik
I samband med att Televerket bolagiserades i början av nittiotalet bröts marknätsverksamheten ut till ett eget bolag – Svensk Rundradio AB, som sedan bytte namn till Teracom AB. Vid bildandet 1992 bestod verksamheten i stort sett uteslutande av marknäten. Som självständigt bolag investerade dock Teracom i en mängd bolag med mer eller mindre näraliggande verksamhet, t.ex.  digital-TV  och positioneringstjänster. Exempel på bolag som helt eller delvis har ägts eller ägs av Teracom är Senda, Active-TV, Boxer TV-Access, TravelVision Scandinavia, Teracom Components, Factum Elektronik och Teracom Mobile Links, men under 2002 avyttrades bland annat Active-TV, TravelVision Scandinavia och Factum Elektronik. Under samma år fusionerades också Boxer och Senda.
År 1998 inleddes utbyggnaden av digitalradio DAB för Sveriges Radio (SR). Nätet nådde i slutet av 2001 85% av befolkningen. SR uppvaktade politiker för att ta beslut om släckning av det analoga radionätet, för att slippa betala dubbla distributionsavgifter. I december 2005 sa dåvarande kulturminister Leif Pagrotsky nej till fortsatta satsningar på DAB. Ett skäl som angavs var är att radions teknikskifte, olikt den pågående tv-digitaliseringen, skulle ta mycket längre tid. Nätet reduceras till 35% täckning i avvaktan på marknadsutvecklingen i Europa. 2014 uppvaktade SR och de kommersiella radiobolagen NENT och BAUER dåvarande kulturminister Alice Bah Kuhnke med en proposition framtagen av regeringens utredare Nina Wormbs, som förordar släckning av FM och utbyggnad av DAB. Kuhnke lämnade i juni 2015 beskedet att regeringen inte kommer att gå vidare med utvecklingen av DAB+. Detta på grund av att drygt 10 miljoner radioapparater runt om i Sverige skulle blivit obrukbara och tvingas ersättas av nya radioapparater.     
År 1999 inleddes utbyggnaden av digital-TV i marknätet. Marknätet hade vi denna tid cirka 200 betalade kunder, utbudet av set-up-boxar var begränsad till en, och antalet digitala kanaler var enbart en handfull. Detta skulle snabbt ändra sig och särskilt 2003 då riksdagen tog beslut att bygga ut det digitala marknätet och att släcka det analoga marknätet. Övergången från analoga till digitala sändningar kallas ibland för TV-historiens största teknikskifte. 
År 2005 såldes Teracom Mobile Links till Twentyfourseven och år 2007 Teracom Components till Exirgruppen. 
I november 2007 släcktes den sista analoga TV-sändaren.
Under våren 2008 vann Teracom/Boxer TV-Access en licens av Danska staten att starta och driva digitala betal-TV tjänster i Danmark. Licensen löpte under 12 år med ensamrätt. 
Den 21 juli 2008 vann Teracom/Boxer TV-Access i ett konsortium med BT (British Telecom) och Communicorp, licensen att operera betal-TV i Irland, även här i stark konkurrens från andra operatörer. Trots relativt långtgående planer på en lansering i Irland lämnade dock bolaget tillbaka licensen innan den började användas.
I november 2008 förvärvade Teracom 30 procent av aktierna i Boxer TV-Access AB av riskkapitalbolaget 3i och genom köpet blev Teracom ensam ägare av bolaget.
År 2008 gav en enig styrelse ledningen mandat att lägga ett indikativt bud på Bulgariens marknätsoperatör, i slutet av 2008 framgick det dock att affären inte blev av.
I Finland förvärvade Teracom 2009 Plus TV. Totalt investerade Teracom 717 miljoner kronor i bolaget, inklusive kapitallån och aktieägartillskott. Fyra år senare såldes bolaget för 38 miljoner euro, vilket innebär att Teracom gjorde en förlust på ca 375 miljoner kronor.
September 2009 sålde Teracom sitt bredbandsbolag Comet Networks, till Göteborgsbaserade bredbandsoperatören CSIT för 1 krona. Moderbolaget bytte senare namn till Quadracom Wireless.
I december 2009 beslutade styrelse att Teracom skulle lägga bud på Slovakiens marknätsoperatör, som ett led i en potentiell expansion i ytterligare fyra länder i Central- och Östeuropa. Affären blev inte av.
I juli 2010 köper Teracom sin danska motsvarighet Broadcast Service från TV2/Danmark och Danmarks Radio. I köpet ingår 34 sändarstationer med tillhörande byggnader, servicebolaget Broadcast Service Danmark och ett fiberoptiskt sändarnät. Däremot behöll DR sin sändarutrustning för FM- och DAB-sändningar. Bolaget bytte i samband med köpet namn till Teracom A/S. 
Den 15 april 2014 tecknade MSB avtal med Teracom AB om drift, underhåll och kundstöd för det nationella radiokommunikationssystemet Rakel.  
Sedan 1 april 2015 är det Teracom som driftar, underhåller och tillhandahåller kundstöd för det svenska kommunikationsnätet Rakel. 
2015 startar Teracom kommunikationsoperatörstjänster (KO) till stadsnät och fastighetsägare. Bolaget utvecklar sin strategi till att bli ett renodlat nätbolag utan konsumentnära tjänster. 
I juni 2016 meddelade Teracom att man säljer Boxer AB till Com Hem för 1,3 miljarder kronor.
I december 2016 meddelade Teracom att den danska koncernen SE Group köper Boxer TV A/S i Danmark.
I oktober 2018 säljer Teracom dotterbolaget Teracom A/S i Danmark till det London-baserade investmentbolaget Agilitas Private Equity. Genom dotterbolaget Digital Radio A/S har Teracom även fått ansvar för driften av det nationella DAB-nätet för kommersiell radio. Totalt har Teracom A/S vid den tiden 75 anställda i Danmark.
Under andra hälften av 2018 säljer Teracom kundavtal inom kommunikationsoperatörstjänster (KO) till Zititus. Från och med 1 december övergår all verksamhet till Zitius.
I februari 2019 meddelade Teracom att man köper den svenska delen av telekomoperatören Net 1. Bakgrunden till att Teracom förvärvade Net 1 var att med statlig kontroll och långsiktigt säkerställa telekommunikation via mobilt bredband till myndigheter och bolag via 450 MHz-bandet. Den 14 mars 2019 slutförde Teracom förvärvet av den svenska delen av Net 1.
I juli 2019 börjar den kommersiella radion NENT att sända DAB+ i Teracoms nät över Stockholm, Uppsala och Gävle. Nätet byggdes ut till Göteborg i november och till Malmö i december. Sveriges Radio gick samtidigt över till den modernare varianten DAB+. I juli 2020 inledde även Bauer Media sändningar i DAB+. Enligt tillståndsvillkoren ska den kommersiella radions nät täcka 50 procent av befolkningen. Från 21 december 2021 ska alla nya bilar i EU vara utrustade med DAB+-mottagare. I Sverige vill regeringen införa regeln i fordonsförordningen, enligt ett förslag som är ute på remiss.
19 oktober 2020 samlas alla Teracoms tjänster under det gemensamma varumärket Teracom Samhällsnät. Anledningen är att uppdraget från ägaren staten har breddats, så att Teracom har fått en samhällsstöttande roll när det gäller utsändning av radio och TV och kommunikationstjänster för samhällsviktiga aktörer.
I oktober 2020 meddelar Teracom att bolaget avser att delta i auktionen för svenska 5G frekvenser i 3,5Ghz och 2,3GHz banden som hålls i november 2020.